# 측계통군
측계통군(側系統群, 영어: paraphyly)이란 분류의 구성원이 공통 조상을 포함하고 있지만, 그 분류가 그 공통 조상의 모든 자손을 포함하지는 않는 생물 분류를 말한다.

새를 포함하지 않은 파충류는 측계통군이다.

예를 들어, 네발동물은 어류로부터 진화했기 때문에 네발동물을 포함하지 않은 어류는 측계통군이고, 새는 파충류로부터 진화했기 때문에 새를 포함하지 않은 파충류는 측계통군이다.
공통 조상과 그 모든 자손을 포함하는 생물 분류를 단계통군, 공통 조상을 포함하지 않는 분류를 다계통군이라 한다.

## 같이 보기
- 단계통군
- 다계통군